# جوزایا او. ولکات
جوزایا او. ولکات (به انگلیسی: Josiah O. Wolcott) سناتور سابق عضو حزب دموکرات ایالات متحده آمریکا بود. وی در سال ۱۹۱۷ تا ۱۹۲۱ میلادی سناتور ایالت دلاویر در سنای ایالات متحده آمریکا بود.